# S.O.S. (Izgubljeni)
"S.O.S." je 44. epizoda televizijske serije Izgubljeni i 19. epizoda druge sezone serije. Režirao ju je Eric Laneuville, a napisali Steven Maeda i Leonard Dick. Prvi puta je emitirana 12. travnja 2006. godine na televizijskoj mreži ABC. Glavni likovi radnje epizode su Rose Henderson (L. Scott Caldwell) i Bernard Nadler (Sam Anderson). 

## Radnja

### Prije otoka
Bernard i Rose prvi puta se upoznaju jedne hladne noći kada joj on pomogne pogurati automobil koji je zapeo u snijegu. Iako u početku nevoljko pristaje na njegovu pomoć, Rose uspijeva izvući auto te ga u znak zahvalnosti - i možda određene privlačnosti - pozove na kavu. Pet mjeseci kasnije vidimo ih kako zajedno ručaju uz pogled na slapove Nijagare. U tom trenutku Bernard zaprosi Rose, ali ona mu umjesto odgovora na prosidbu kaže da je smrtno bolesna od raka i da ima još godinu dana života, možda malo duže. Unatoč tome Bernard ju i dalje prosi pa Rose pristaje.
Na njihovom medenom mjesecu, Bernard vodi Rose u Australiju gdje odlaze kod iscjelitelja Isaaca. Rose se naljuti, jer smatra da se već pomirila sa svojom sudbinom, ali ju Bernard ipak uspjeva nagovoriti da razgovara s Isaacom koji smatra da se njegov ured nalazi na vrhu mjesta velike energije, magnetske ili geološke. Međutim, Isaac uskoro kaže Rose da joj ne može pomoći zbog toga što joj energija u Australiji ne odgovara. Čak se nudi vratiti joj Bernardov novac, ali Rose ga ne želi uzeti i kaže mu da će umjesto toga reći Bernardu da ju je Isaac "izliječio" kako bi ovaj prestao pokušavati spasiti njezin život.
Na aerodromu, dok čekaju ukrcaj na kobni let, Rose ispadnu pilule dok čeka u redu. Locke koji upravo prolazi u tom trenutku joj pomogne dohvatiti ih.

### Na plaži
Rose Henderson i Bernard Nadler razgovaraju oko nedavne pošiljke hrane Dharma Initiative. Bernard ističe kako su ostali preživjeli odustali od nade da će ih netko doći i spasiti. Uskoro zatraži pomoć od Huga "Hurleyja" Reyesa (Jorge Garcia) kako bi okupio ostale preživjele na hitan sastanak. Bernard ih sve pokudi zbog gubitka nade u spas te predloži da na plaži naprave veliki SOS znak. Rose se taj plan ne sviđa, smatrajući da će ostalima dati "lažnu nadu". Bernard nakon toga upita Charlieja Pacea (Dominic Monaghan) i Mr. Ekoa (Adewale Akinnuoye-Agbaje) za pomoć u gradnji SOS znaka, ali njih dvojica su previše zaposleni gradnjom Crkve.
Kasnije Bernard zamoli ostatak grupe da počnu donositi kamenje na plažu kako bi od njega napraviti SOS znak. Hurley i Jin su skeptični oko tog plana, a Bernardu ne pomaže niti susret sa Sawyerom te govori Rose da se njegova grupa voljnih pomoći smanjila na četiri člana. Njih dvoje ponovno se posvađaju, a Rose mu govori da su mu vještine vođe loše. Kasnije se Bernard i Jin posvađaju oko postavljanja kamenja, a budući je Jin vidljivo umoran uskoro napušta grupu. Bernard ga u očaju doziva govoreći da želi odvesti Rose kući, ali Jin mu se ispričava i svejedno odlazi.
Rose o Bernardovom planu uskoro obavještava Lockea koji simpatizira. Locke joj govori da je "gotov s oknom", ali Rose je skeptična zbog toga. Locke joj također kaže da mu je Jack dijagnosticirao oporavak od četiri tjedna, ali mu Rose kaže da njih oboje znaju da mu neće toliko dugo trebati. (Tu se otkriva da se Rose sjeća Lockea s aerodroma te da je prije avionske nesreće bio u invalidskim kolicima).
Bernard sam nastavlja raditi na izradi SOS znaka. Rose mu donosi večeru i ispričava mu se što mu je lagala o tome da ju je Isaac izliječio. Kaže mu da je svejedno izliječena nakon avionske nesreće, jer ne može više osjetiti bolest u sebi. Govori mu da ju je otok izliječio. U tom trenutku Bernard shvaća da Rose zapravo ne želi biti spašena iz straha da će se bolest vratiti kada odu s otoka. Nakon toga Bernard joj kaže da neće pokušati otići s otoka niti nastaviti s izgradnjom znaka.

### U oknu
U međuvremenu se John Locke (Terry O'Quinn) pokušava prisjetiti i nacrtati mapu koju je vidio na vratima iz epizode "Lockdown", ali ne uspijeva. Jack Shephard (Matthew Fox) ulazi u oružarnicu kako bi promijenio zavoje Henryja Galea (Michael Emerson) te kako bi ga nastavio ispitivati. Jack kaže Henryju da planira prijeći granicu koju su postavili Drugi i reći im da je Henry njihov zatočenik. Jack predlaže da Henryja mogu zamijeniti s Waltom Lloydom (Malcolm David Kelley), ali Henry mu samo odgovara da mu nikada neće dati Walta.
Ana Lucia Cortez (Michelle Rodriguez) kaže da želi pratiti Jacka u njegovom pokušaju pregovaranja s Drugima. Daje mu pištolj i predlaže da povede nekoga s njim. Jack nakon toga odlazi do Jamesa "Sawyera" Forda (Josh Holloway) i Kate Austen (Evangeline Lilly) te im objašnjava svoj plan za zamjenu zatvorenika. Za to vrijeme u oknu Locke pokušava razgovarati s Henryjem kroz zatvorena vrata pitajući ga je li ukucao brojeve u kompjuter. Međutim, Henry mu ne odgovara, već se samo smijulji. Uskoro Jack i Kate odlaze u džunglu gdje Kate pronađe lutku i unatoč Jackovim protestima ona ju podiže i njih dvoje završavaju u mreži (stupici postavljenoj od strane Danielle Rousseau). Uskoro se oslobađaju te nastavljaju koračati džunglom dok pada kiša, a Kate govori Jacku sve o njezinom nedavnom otkrivanju još jedne Dharma stanice s Claire.
Ubrzo njih dvoje dođu do istog onog mjesta na kojem su se prvi put susreli s Drugima. Jack poviče, ali nema odgovora. Kate mu se nakon toga ispriča što ga je poljubila, ali Jack kaže da mu nije žao zbog toga. U tom trenutku muškarac se pojavljuje iz džungle noseći baklju. Pada na zemlju ispred njih dvoje, a kada ga okrenu ispostavlja se da je to onesviješteni Michael Dawson (Harold Perrineau).

## Razvoj epizode
U prvotnom planu radnje serije, lik Jacka trebao je umrijeti sredinom prve epizode, a glavni lik serije trebala je postati Kate. Priča njezinog lika bila bi da je njezin suprug otišao u kupaonicu malo prije nego što se avion prepolovio u zraku, a tijekom boravka na otoku ona bi bila uvjerena da je još uvijek živ. Međutim, producenti serije brzo su promijenili mišljenje u vezi Jackove smrti te od njega napravili vođu i stvorili potpuno novu pozadinsku priču za Kate. Sviđala im se, ipak, originalna priča pa su je iskoristili za lik Rose te kreirali lik Bernarda kao njezinog supruga. Suprug glumice L. Scott Caldwell je u vrijeme snimanja prve sezone serije prolazio teško zdravstveno razdoblje pa je od tuda crpila inspiraciju za svoju glumu u epizodi S.O.S.
Njihova pozadinska priča prvotno je bila namijenjena za neku epizodu treće sezone serije; međutim, tijekom druge sezone scenaristi serije željeli su ispričati priču o jednom od preživjelih putnika koji nisu među glavnim likovima. Budući da su Rose i Bernard bili najčešći takvi likovi, a budući su obožavatelji serije željeli saznati više o njima, odlučili su napraviti epizodu s njima kao glavnim akterima. Nakon epizode glumica Caldwell izjavila je da misli da Roseino ozdravljenje nema nikakve veze s otokom i da je, ako je zbilja izliječena, to učinila snagom svoje volje. Nakon ove epizode lik Rose se ne pojavljuje skroz do sredine treće sezone serije. Razlog tomu bile su obveze glumaca Caldwell i Sama Andersona na drugim projektima.

## Gledanost i kritike
Epizodu S.O.S. tijekom originalnog emitiranja gledalo je 15,68 milijuna ljudi. C. K. Sample III iz TV Squad napisao je da mu se epizoda svidjela budući je "pokazala pozadinsku priču dvoje likova koju smo odavno željeli vidjeti", uspoređujući ju s odnosom Jacka i Kate, a nadodao je da je Rosein susret s Isaacom "bio posebno zanimljiv". Jedan od producenata serije Leonard Dick nazvao je Rosea i Bernarda "vrlo voljenim likovima" te smatrao da su oboje odradili "odličan posao" u epizodi S.O.S.

## Vanjske poveznice
- "S.O.S."  Arhivirana inačica izvorne stranice od 6. lipnja 2011. (Wayback Machine) na ABC-u